# Da Rocka & da Waitler
Da Rocka & da Waitler (DRDW) ist ein aus München stammendes Punk-Rock-Duo, bestehend aus dem Leadsänger Florian Pfisterer und dem Akkordeonisten Florian Pledl. Begleiten lässt sich das Duo von wechselnden Schlagzeugern.

## Geschichte und Stil
Florian Pfisterer, zuvor Leadsänger bei Jenson, und Florian Pledl aus Kollnburg lernten sich 2012 auf einer Hochzeit kennen. Sie griffen die Idee auf, Rockmusik mit bayerischer Tradition und bairischem Dialekt zu kombinieren, und entwickelten die Idee des gemeinsamen Musikprojekts. Der Bandname setzt sich aus den beiden Protagonisten zusammen. „Da Rocka“ (= der Rocker) bezieht sich auf die musikalischen Wurzeln und Vorlieben von Florian Pfisterer. „Da Waitler“ leitet sich vom Begriff „Woid“ (Wald) ab und bezeichnet einen Einwohner des Bayerischen Waldes, die Heimat von Pledl.
Tragendes Element ist das Akkordeon. Die Kompositionen der Band sind angelehnt an Indie-Rock-Balkan-Punk und textlich heimatlich „allgäuerisch-bayrisch“ verpackt. Zusätzlich interpretieren die Musiker Rock & Metal-Klassiker von AC/DC, Guns n’ Roses, the Clash und Motörhead neu. Den eigenen Musikstil bezeichnet das Duo ironisch als „Authentic Quetschen Crossover“ oder „Traditional World Rock“.
2013 nahm das Duo die Demo-EP Lernt’s uns kenna auf. Im gleichen Jahr wird der Titel Wenn die Welt heut untergeht – JaJaJaJa so schee unter 200 Bewerbern im Rahmen des tz-Wettbewerbs zum offiziellen Wiesn-Hit gewählt. Live zu sehen war das Duo 2013 unter anderem auf dem Tunix-Festival. 2015 folgte das im Jahr 2014 selbst produzierte Debütalbum Machts Musik koan Krieg, das über Muffinman Records vertrieben wurde. Das Album mit 12 Titeln wurde von Pfisterer produziert und zum Großteil auch gemischt. Präsentiert wurde die CD im September 2014 im Wirtshaus im Schlachthof. Als Single (inklusive Video) wurde der Song Gehma steil veröffentlicht. 
Beim Wacken Open Air im August 2015 hatte die Band vier Auftritte. 2016 nahm das Münchner Label soundtopeople DRDW unter Vertrag.
2016 hatte DRDW zahlreiche Auftritte, begonnen mit dem eigenen „Neujahrskonzert“ im Club Ampere des Muffatwerks. Die tz wählte DRDW als Hauptact für die Lange Nacht der Musik. Beim erstmals ausgetragenen Full Metal Mountain trat die Formation als Opener auf und hatte dort drei weitere Auftritte. Auch bei den Steinbruchtagen des Taubertal-Festivals war DRDW Opener und war auch beim Theatron MusikSommer zu sehen. Im gleichen Jahr hatte die Band als Tourneebegleitband von Status Quo und deren Special-Guest-Band Uriah Heep Auftritte in der Hamburger Barclaycard Arena, in der Arena Leipzig, in der Passauer Dreiländerhalle, in der Berliner Max-Schmeling-Halle, in der Erfurter Messehalle, in der Stadthalle Rostock, in der Kölner Lanxess Arena, in der Jahrhunderthalle in Frankfurt am Main, in der Bamberger Brose Arena, in der Oberhauser König-Pilsener-Arena, in der Hannoveraner Swiss Life Hall, in der Stadthalle Magdeburg, in der Stuttgarter Porsche-Arena und in der Olympiahalle München.
Das im Sommer 2016 bei Bailer Music Publishing verlegte und von Florian Moser und Stefan Gienger produzierte Album DRDW wird im April 2017 über Soundtopeople  erscheinen und wird über Sony Music vertrieben. Im Januar 2017 ist die Singleauskopplung Feia auf den Markt gekommen und seit April 2017 steht das Album DRDW im Handel zur Verfügung.

## Diskografie
- 2013: Lernt’s uns kenna! (Demo-EP)
- 2015: Machts Musik koan Krieg! (Album)
- 2017: DRDW (Album)